# Blind Island
Blind Island är en ö i territoriet Falklandsöarna (Storbritannien). Den ligger i den södra delen av ögruppen, 130 km sydväst om huvudstaden Stanley.